# Ува, Жуан
Жуан Ува (порт. João Uva, родился 19 мая 1980 года в Лиссабоне) — португальский регбист, выступавший на позиции фланкера, действующий тренер бразильского «Сан-Паулу».

## Биография

### Семья
Двоюродные братья — Гонсалу и Васку — также регбисты, выступавшие за португальскую сборную. Его двоюродная сестра Маргарида Соуза Ува замужем за председателем Европейской комиссии Жозе Мануэлом Баррозу.
По образованию — специалист по рекламе.

### Игровая карьера
На протяжении своей карьеры Жуан Ува выступал за команды «Белененсеш», «Сантбояна» и «Бандейрантеш». Чемпион Испании в составе «Сантбояна», чемпион Португалии в составе «Белененсеш», лучший регбист 2008 года в Португалии. Карьеру завершил в Бразилии в 2011 году, став вице-чемпионом страны с «Бандейрантеш».
В составе сборной Португалии Ува провёл с 2000 по 2009 годы 42 встречи и набрал 15 очков. Некоторое время был её капитаном. В сезоне 2003—2004 выиграл с Португалией Кубок европейских наций (чемпионат Европы), в 2007 году с командой впервые сыграл на Кубке мира во Франции, проведя все четыре матча.
Помимо этого, Ува выступал за сборную по регби-7.

### Тренерская карьера
Будучи игроком, Жуан Ува возглавлял как тренер юниорские команды. С 2012 года тренирует команду «Сан-Паулу» (порт. São Paulo Athletic Club).